# Toui de d'Orbigny
Bolborhynchus orbygnesius
Espèce
Statut de conservation UICN

 LC  : Préoccupation mineure
Statut CITES
Le Toui de d'Orbigny (Bolborhynchus orbygnesius (Souancé, 1856)) est une petite espèce de Psittacidae vivant en altitude à l'est des Andes, en Bolivie et au Pérou.